# Любов короля (серіал)
Любов короля (кор. 연모, ханча: 戀慕) — південнокорейський телесеріал, що розповідає історію про сестру-близнюка Там І наслідного принцу, яка має вдавати наслідного принца, та колишнього коханця з дитинства Чон Чі Уна, що став тепер королівським вчителем. Серіал заснований на однойменній манхві авторки Лі Со Йон. Він виходив на телеканалі KBS2 щопонеділка і щовівторка з 11 жовтня по 14 грудня 2021. У головних ролях Пак Ин Бін, Роун, Нам Юн Су, Чхве Пьон Чхан, Пе Юн Ґьон та Чон Чхе Йон.

## Сюжет
У короля Хєджона народилася близнята, син Лі Хві і дочка Там І, однак за забобонами народження близнят є поганим знаком. Тому лорд Санхон запропонував вбити дочку і приховати сам факт народження близнюків. Проте дружина короля не дала вбити доньку, тому лише вдали вигляд, що вона померла, використавши акупунктуру, щоб тимчасово її вмертвити. Після цього її відправили подалі від палацу.
Пройшло кілька років після народження Там І, вона досягла підліткового віку і стала придворною покоївкою. Одного разу вона зустрілася з Чі Уном, сином інспектора, врятувавши його від утоплення, між ними зав'язалося кохання. У той час вона перетинається з наслідним принцом Лі Хві. Коли вони ближче познайомилися, то він запропонував Там І тимчасово замінити його. Однак чутки про те, що Там І ожила дійшли до короля і інспектор Чон Сок вирушив на пошуки Там І. Однак, за іронією долі він натрапляє на Лі Хві переодягненого в Там І, думаючи, що це Там І, він вбиває його. Ця звістка доходить до палацу, тому Там І приходиться видати себе за наслідного принца, відмовившись від свого кохання. У той же час Чі Ун у пошуках Там І натрапляє на покоївку, але вона не знаю, куди зникла Там І. Однак він застає момент, як його батько вбиває цю покоївку, бо вона знає про Там І. Після чого він зненавидів свого батька за його діяльність.
З того часу пройшло близько 10 років, дружина короля вже померла і єдині хто віданні наслідному принцу та знають про його таємницю — це придворна дама Кім та євнух Хон. Там І вже доросла і навчається в королівські академії, але жоден вчитель довго не затримується, бо вона спеціально своїм характером дратувала вчителів, щоб не розкрили її секрет. Однак, на заміну їм прийшов Чі Ун, її колишній коханець, який не піддається на її дратівливі дії. Таким чином Там І під виглядом наслідного принца намагається вижити у палаці, не розкривши своєї таємниці, і водночас, протидіяти своєму жорстокому дядьку Сахону, а також починає розвиватися любов між Чі Уном та наслідним принцом.

## Акторський склад

### Головні ролі
- Пак Ин Бін як наслідний принц Лі Хві/Там І/Йон Сон[5][6]
  - Чхве Мьон Бін як наслідний принц Лі Хві/Там І/Йон Сон у дитинстві

Там І: Сестра-близнючка, яка народилася разом із наслідним принцом. Її мали вбити, бо народження близнюків є поганим знаком для короля, однак її таємно врятували, вдавши її смерть. Через кілька років Там І повертається у палац як покоївка, через збіг обставин вона помінялася місця з наслідним принцом. Однак наслідного принца вбивають, тому вона тепер має вдавати, що вона і є наслідний принц. Через десять років вона готується посісти престол, а тому проходить навчання в королівській академії. Вона має давні почуття до Чон Чі Уна, що тепер є її вчителем.
Лі Хві: Брат-близнюк, наслідний принц. У підлітковому віці він зустрічає Там І, свою сестру. Через своє бажання ненадовго покинути палац, вирішує тимчасово видати себе за Там І. Під час перебування за межами палацу він був вбитий інспектором Чон Сок Чо, який думав, що вбиває Там І.
- Роун як Чон Чі Ун[5][6]
  - Ко У Рім як Чон Чі Ун у дитинстві

Син інспектора Там І, що в дитинстві закохаввся у Там І. Однак та раптово зникла, після чого він допитувався у покоївку, що була близька з неї. Але її вбиває його батько, після чого Чі Ун зненавидів батька, а пізніше покинув батьківський дім. Через 10 років він повертається з Китаю, де править династія Мін та працює лікарем. Проте через інцидент, який загрожує життям для його друзів, іде працювати в палац вчителем для наслідного принца.
- Нам Юн Су як Лі Хьон, принц Чаин[5][6]
  - Чхве Ро Вон як Лі Хьон у дитинстві

Друг дитинства Лі Хва, який відпідно став і другом Там І. У дитинстві він випадково застав, як наслідний принц перевдягався і тоді дізнався про його таємницю. Однак він про це нікому не розповів, через 10 років Хьон є близькою людиною для принца. Він закоханий у наслідного принца. 
- Чхве Пьон Чхан як Кім Ка Он/Кан Ин Со[5][6]
  - Ок Чхан Ю як Кім Ка Он/Кан Ин Со у дитинстві

Охоронець Там І, якого найняли після замаху на наслідного принца. Хоча Кан Он і відданий принцу, але він має темне минуле.
- Пе Юн Ґьон як Шін Со Ин[5][6]

Єдина донька Міністра з особового складу. Вона закохана в Чон Чі Уна.
- Чон Чхе Йон як Но Ха Гьон[5][6]

Молодша донька Міністра з військових справ. Вона закохана у наслідного принца.

### Другорядні ролі
- Юн Че Мун як Хан Кі Дже, лорд Санхон
- Пе Су Бін як інспектор Чон Сок Чо
- Лі Пхіль Мо як Хєджон

#### Люди навколо Хві
- Пек Хьон Джу як придворна дама[en] Кім
- Ко Кю Пхіль як євнух Хон
- Кім Че Чхоль як Юн Хьон Сол
- Кім Ін Квон як Ян Мун Су
- Но Сан Бо як Пак Пом Ду
- Кім Мін Сок як Чхве Ман Даль

#### Люди навколо Чі Уна
- Пак Ин Хє як мадам Кім
- Чан Се Хьон як Пан Чіль Ґим
- Лі Су Мін як Пан Йон Джі
- Хо Чон Мін як Ку Пьоль Ґам

#### Королівська сім'я
- Лі Іль Хва як королева-вдова
- Сон Йо Ин як королева
- Кім Тхек як принц Вонсан
- Кім Со Ха як принц Чхан Ун
- Чха Сон Дже як Лі Гьом, велий принц Чехьон
- Хан Чхе А як наслідна принцеса Хан

#### Королівський суд
- Пак Вон Сан як Сін Йон Су
- Чон Че Сон як Но Хак Су
- Сон Чон Хак як принц Чханчхон

## Оригінальні звукові доріжки

### Повний альбом
| The King's Affection (Original Television Soundtrack) | The King's Affection (Original Television Soundtrack) | The King's Affection (Original Television Soundtrack)   | The King's Affection (Original Television Soundtrack) | The King's Affection (Original Television Soundtrack) | The King's Affection (Original Television Soundtrack) |
| #                                                     | Назва                                                 | Автор слів                                              | Автор музики                                          | Виконавець                                            | Тривалість                                            |
| ----------------------------------------------------- | ----------------------------------------------------- | ------------------------------------------------------- | ----------------------------------------------------- | ----------------------------------------------------- | ----------------------------------------------------- |
| 1.                                                    | «Shadow of You» (그림자 사랑)                         | Хан Сон Хо                                              | Лі Хьон Син, TM                                       | Super Junior-K.R.Y.                                   | 3:51                                                  |
| 2.                                                    | «One and Only» (알아요)                               | Хан Сон Хо                                              | Пак Кин Тхе, Кан Ин Ґьон, Кім То Хун (RBW)            | Лін                                                   | 4:10                                                  |
| 3.                                                    | «IF I»                                                | VIP                                                     | VIP                                                   | Пек Чі Йон                                            | 3:41                                                  |
| 4.                                                    | «I Believe»                                           | Хан Син Хун, Кім Чхан Рак (AIMING), Кім Су Бін (AIMING) | Хан Син Хун, Кім Чхан Рак (AIMING)                    | Ан Та Ин                                              | 3:46                                                  |
| 5.                                                    | «Hide and Seek» (숨바꼭질)                            | Хан Сон Хо                                              | Хан Сон Хо, Пак Су Сок, Со Чі Ин, Мун Кім             | Vromance                                              | 3:39                                                  |
| 6.                                                    | «Full of You» (티가 나)                               | Хан Сон Хо, Jxxdxn                                      | Лі Хьон Син, TM                                       | Хеюн (Cherry Bullet)                                  | 3:16                                                  |
| 7.                                                    | «Full of You» (티가 나)                               | Хан Сон Хо, Jxxdxn                                      | Лі Хьон Син, TM                                       | Vromance                                              | 3:15                                                  |
| 8.                                                    | «No Goodbye In Love» (안녕)                           | Хан Сон Хо, Кім То Хун (RBW)                            | Кім То Хун (RBW)                                      | Роун (SF9)                                            | 3:16                                                  |
| 9.                                                    | «The King's Affection»                                |                                                         | Пак Мін Джі                                           | Пак Мін Джі                                           | 2:30                                                  |
| 10.                                                   | «Marchen»                                             |                                                         | Кан Мьон Су                                           | Кан Мьон Су                                           | 2:27                                                  |
| 11.                                                   | «Dreaming»                                            |                                                         | Кан Мьон Су                                           | Кан Мьон Су                                           | 3:26                                                  |
| 12.                                                   | «The Crown»                                           |                                                         | fara effect                                           | fara effect                                           | 2:50                                                  |
| 13.                                                   | «EMPIRE»                                              |                                                         | Roark                                                 | Roark                                                 | 2:00                                                  |
| 14.                                                   | «Virtual Traditional Human»                           |                                                         | Roark                                                 | Roark                                                 | 1:41                                                  |
| 15.                                                   | «Nostalgic Heart»                                     |                                                         | Пак Мін Джі                                           | Пак Мін Джі                                           | 2:47                                                  |
| 16.                                                   | «Lotus Blossom»                                       |                                                         | fara effect                                           | fara effect                                           | 2:56                                                  |
| 17.                                                   | «Fate»                                                |                                                         | fara effect                                           | fara effect                                           | 4:20                                                  |
| 18.                                                   | «King's Love Waltz»                                   |                                                         | Пак Мін Джі                                           | Пак Мін Джі                                           | 2:36                                                  |

### Альбом частинами
| The King's Affection (Original Television Soundtrack), Part 1 | The King's Affection (Original Television Soundtrack), Part 1 | The King's Affection (Original Television Soundtrack), Part 1 | The King's Affection (Original Television Soundtrack), Part 1 | The King's Affection (Original Television Soundtrack), Part 1 | The King's Affection (Original Television Soundtrack), Part 1 |
| #                                                             | Назва                                                         | Автор слів                                                    | Автор музики                                                  | Виконавець                                                    | Тривалість                                                    |
| ------------------------------------------------------------- | ------------------------------------------------------------- | ------------------------------------------------------------- | ------------------------------------------------------------- | ------------------------------------------------------------- | ------------------------------------------------------------- |
| 1.                                                            | «Shadow of You» (그림자 사랑)                                 | Хан Сон Хо                                                    | Лі Хьон Син, TM                                               | Super Junior-K.R.Y.                                           | 3:51                                                          |
| 2.                                                            | «Shadow of You (Inst.)» (그림자 사랑 (Inst.))                 |                                                               | Лі Хьон Син, TM                                               | Super Junior-K.R.Y.                                           | 3:51                                                          |

| The King's Affection (Original Television Soundtrack), Part 2 | The King's Affection (Original Television Soundtrack), Part 2 | The King's Affection (Original Television Soundtrack), Part 2 | The King's Affection (Original Television Soundtrack), Part 2 | The King's Affection (Original Television Soundtrack), Part 2 | The King's Affection (Original Television Soundtrack), Part 2 |
| #                                                             | Назва                                                         | Автор слів                                                    | Автор музики                                                  | Виконавець                                                    | Тривалість                                                    |
| ------------------------------------------------------------- | ------------------------------------------------------------- | ------------------------------------------------------------- | ------------------------------------------------------------- | ------------------------------------------------------------- | ------------------------------------------------------------- |
| 1.                                                            | «One and Only» (알아요)                                       | Хан Сон Хо                                                    | Пак Кин Тхе, Кан Ин Ґьон, Кім То Хун (RBW)                    | Лін                                                           | 4:10                                                          |
| 2.                                                            | «One and Only (Inst.)» (알아요 (Inst.))                       |                                                               | Пак Кин Тхе, Кан Ин Ґьон, Кім То Хун (RBW)                    | Лін                                                           | 4:10                                                          |

| The King's Affection (Original Television Soundtrack), Part 3 | The King's Affection (Original Television Soundtrack), Part 3 | The King's Affection (Original Television Soundtrack), Part 3 | The King's Affection (Original Television Soundtrack), Part 3 | The King's Affection (Original Television Soundtrack), Part 3 | The King's Affection (Original Television Soundtrack), Part 3 |
| #                                                             | Назва                                                         | Автор слів                                                    | Автор музики                                                  | Виконавець                                                    | Тривалість                                                    |
| ------------------------------------------------------------- | ------------------------------------------------------------- | ------------------------------------------------------------- | ------------------------------------------------------------- | ------------------------------------------------------------- | ------------------------------------------------------------- |
| 1.                                                            | «IF I»                                                        | VIP                                                           | VIP                                                           | Пек Чі Йон                                                    | 3:41                                                          |
| 2.                                                            | «IF I (Inst.)»                                                |                                                               | VIP                                                           | Пек Чі Йон                                                    | 3:41                                                          |

| The King's Affection (Original Television Soundtrack), Part 4 | The King's Affection (Original Television Soundtrack), Part 4 | The King's Affection (Original Television Soundtrack), Part 4 | The King's Affection (Original Television Soundtrack), Part 4 | The King's Affection (Original Television Soundtrack), Part 4 | The King's Affection (Original Television Soundtrack), Part 4 |
| #                                                             | Назва                                                         | Автор слів                                                    | Автор музики                                                  | Виконавець                                                    | Тривалість                                                    |
| ------------------------------------------------------------- | ------------------------------------------------------------- | ------------------------------------------------------------- | ------------------------------------------------------------- | ------------------------------------------------------------- | ------------------------------------------------------------- |
| 1.                                                            | «I Believe»                                                   | Хан Син Хун, Кім Чхан Рак (AIMING), Кім Су Бін (AIMING)       | Хан Син Хун, Кім Чхан Рак (AIMING)                            | Ан Та Ин                                                      | 3:46                                                          |
| 2.                                                            | «I Believe (Inst.)»                                           |                                                               | Хан Син Хун, Кім Чхан Рак (AIMING)                            | Ан Та Ин                                                      | 3:46                                                          |

| The King's Affection (Original Television Soundtrack), Part 5 | The King's Affection (Original Television Soundtrack), Part 5 | The King's Affection (Original Television Soundtrack), Part 5 | The King's Affection (Original Television Soundtrack), Part 5 | The King's Affection (Original Television Soundtrack), Part 5 | The King's Affection (Original Television Soundtrack), Part 5 |
| #                                                             | Назва                                                         | Автор слів                                                    | Автор музики                                                  | Виконавець                                                    | Тривалість                                                    |
| ------------------------------------------------------------- | ------------------------------------------------------------- | ------------------------------------------------------------- | ------------------------------------------------------------- | ------------------------------------------------------------- | ------------------------------------------------------------- |
| 1.                                                            | «Hide and Seek» (숨바꼭질)                                    | Хан Сон Хо                                                    | Хан Сон Хо, Пак Су Сок, Со Чі Ин, Мун Кім                     | Vromance                                                      | 3:39                                                          |
| 2.                                                            | «Hide and Seek (Inst.)» (숨바꼭질 (Inst.))                    |                                                               | Хан Сон Хо, Пак Су Сок, Со Чі Ин, Мун Кім                     | Vromance                                                      | 3:39                                                          |

| The King's Affection (Original Television Soundtrack), Part 6 | The King's Affection (Original Television Soundtrack), Part 6 | The King's Affection (Original Television Soundtrack), Part 6 | The King's Affection (Original Television Soundtrack), Part 6 | The King's Affection (Original Television Soundtrack), Part 6 | The King's Affection (Original Television Soundtrack), Part 6 |
| #                                                             | Назва                                                         | Автор слів                                                    | Автор музики                                                  | Виконавець                                                    | Тривалість                                                    |
| ------------------------------------------------------------- | ------------------------------------------------------------- | ------------------------------------------------------------- | ------------------------------------------------------------- | ------------------------------------------------------------- | ------------------------------------------------------------- |
| 1.                                                            | «Full of You» (티가 나)                                       | Хан Сон Хо, Jxxdxn                                            | Лі Хьон Син, TM                                               | Хеюн (Cherry Bullet)                                          | 3:16                                                          |
| 2.                                                            | «Full of You» (티가 나)                                       | Хан Сон Хо, Jxxdxn                                            | Лі Хьон Син, TM                                               | Vromance                                                      | 3:15                                                          |
| 3.                                                            | «Full of You (Inst.)» (티가 나 (Inst.))                       |                                                               | Лі Хьон Син, TM                                               | Хеюн (Cherry Bullet)                                          | 3:16                                                          |
| 4.                                                            | «Full of You (Inst.)» (티가 나 (Inst.))                       |                                                               | Лі Хьон Син, TM                                               | Vromance                                                      | 3:15                                                          |

| The King's Affection (Original Television Soundtrack), Part 7 | The King's Affection (Original Television Soundtrack), Part 7 | The King's Affection (Original Television Soundtrack), Part 7 | The King's Affection (Original Television Soundtrack), Part 7 | The King's Affection (Original Television Soundtrack), Part 7 | The King's Affection (Original Television Soundtrack), Part 7 |
| #                                                             | Назва                                                         | Автор слів                                                    | Автор музики                                                  | Виконавець                                                    | Тривалість                                                    |
| ------------------------------------------------------------- | ------------------------------------------------------------- | ------------------------------------------------------------- | ------------------------------------------------------------- | ------------------------------------------------------------- | ------------------------------------------------------------- |
| 1.                                                            | «No Goodbye In Love» (안녕)                                   | Хан Сон Хо, Кім То Хун (RBW)                                  | Кім То Хун (RBW)                                              | Роун (SF9)                                                    | 3:16                                                          |
| 2.                                                            | «No Goodbye In Love (Inst.)» (안녕 (Inst.))                   |                                                               | Кім То Хун (RBW)                                              | Роун (SF9)                                                    | 3:16                                                          |

## Рейтинги
Найнижчі рейтинги позначені синім кольором, а найвищі — червоним кольором.
| Серія            | Дата показу       | Середнє значення кількості переглядів | Середнє значення кількості переглядів | Середнє значення кількості переглядів |
| Серія            | Дата показу       | Nielsen Korea                         | Nielsen Korea                         | TNmS                                  |
| Серія            | Дата показу       | Загальнонаціональні                   | Сеул                                  | Загальнонаціональні                   |
| ---------------- | ----------------- | ------------------------------------- | ------------------------------------- | ------------------------------------- |
| 1                | 11 жовтня 2021    | 6,2 %                                 | 6,2 %                                 | 6,8 %                                 |
| 2                | 12 жовтня 2021    | 6,7 %                                 | 5,9 %                                 | 6,7 %                                 |
| 3                | 18 жовтня 2021    | 6,5 %                                 | 6,4 %                                 | 6,5 %                                 |
| 4                | 19 жовтня 2021    | 5,9 %                                 | 5,6 %                                 | 6,2 %                                 |
| 5                | 25 жовтня 2021    | 5,7 %                                 | 4,9 %                                 | 5,6 %                                 |
| 6                | 26 жовтня 2021    | 5,5 %                                 | 4,8 %                                 | 5,9 %                                 |
| 7                | 1 листопада 2021  | 7,0 %                                 | 6,3 %                                 | 7,2 %                                 |
| 8                | 2 листопада 2021  | 7,6 %                                 | 7,2 %                                 | 7,1 %                                 |
| 9                | 8 листопада 2021  | 7,8 %                                 | 7,8 %                                 | 6,8 м%                                |
| 10               | 9 листопада 2021  | 7,2 %                                 | 7,0 %                                 | 6,5 %                                 |
| 11               | 15 листопада 2021 | 7,1 %                                 | 6,4 %                                 | 6,7 %                                 |
| 12               | 16 листопада 2021 | 8,8 %                                 | 8,7 %                                 | 7,3 %                                 |
| 13               | 22 листопада 2021 | 10,0 %                                | 9,4 %                                 | 8,5 %                                 |
| 14               | 23 листопада 2021 | 9,6 %                                 | 8,7 %                                 | 9,3 %                                 |
| 15               | 29 листопада 2021 | 9,9 %                                 | 9,4 %                                 | 8,4 %                                 |
| 16               | 30 листопада 2021 | 8,8 %                                 | 8,1 %                                 | 7,7 %                                 |
| 17               | 6 грудня 2021     | 8,4 %                                 | 8,0 %                                 | 7,4 %                                 |
| 18               | 7 грудня 2021     | 9,4 %                                 | 8,4 %                                 | Н/Д                                   |
| 19               | 13 грудня 2021    | 9,3 %                                 | 8,8 %                                 | 7,8 %                                 |
| 20               | 14 грудня 2021    | 12,1 %                                | 11,4 %                                | 10,3 %                                |
| Середнє значення | Середнє значення  | 7,98 %                                | 7,47 %                                | 7,3 %                                 |

## Нагороди та номінації
| Рік  | Нагорода                               | Категорія                                                  | Отримувач          | Результат | Примітки      |
| ---- | -------------------------------------- | ---------------------------------------------------------- | ------------------ | --------- | ------------- |
| 2021 | Премія «Перший корейський бренд»       | Жіночий айдол у акторській грі                             | Чон Чхе Йон        | Перемога  | [ 25 ]        |
| 2021 | Премія KBS драма                       | Нагорода за високу майстерність (акторки)                  | Пак Ин Бін         | Перемога  | [ 26 ] [ 27 ] |
| 2021 | Премія KBS драма                       | Кращий новий актор                                         | Роун               | Перемога  | [ 26 ] [ 27 ] |
| 2021 | Премія KBS драма                       | Краща юна акторка                                          | Чхве Мьон Бін      | Перемога  | [ 26 ] [ 27 ] |
| 2021 | Премія KBS драма                       | Нагорода за популярність (актори)                          | Роун               | Перемога  | [ 26 ] [ 27 ] |
| 2021 | Премія KBS драма                       | Нагорода за популярність (акторки)                         | Пак Ин Бін         | Перемога  | [ 26 ] [ 27 ] |
| 2021 | Премія KBS драма                       | Краща пара                                                 | Роун та Пак Ин Бін | Перемога  | [ 26 ] [ 27 ] |
| 2021 | Премія KBS драма                       | Кращий акторка мінісеріалу                                 | Пак Ин Бін         | Номінація |               |
| 2021 | Премія KBS драма                       | Кращий новий актор                                         | Нам Юн Су          | Номінація |               |
| 2021 | Премія KBS драма                       | Краща нова акторка                                         | Чон Чхе Йон        | Номінація |               |
| 2021 | Премія KBS драма                       | Краща юний актор                                           | Ко У Рім           | Номінація |               |
| 2022 | 58-ма Премія мистецтв Пексан           | Найкраща жіноча роль (ТБ)                                  | Пак Ин Бін         | Номінація | [ 28 ] [ 29 ] |
| 2022 | Премія корейских телевізійних мовників | Кращий актор/акторка                                       | Пак Ин Бін         | Перемога  | [ 30 ]        |
| 2022 | Сеульська міжнародна премія драми      | Найкращий сценарист/сценаристка                            | Хан Хі Джон        | Перемога  | [ 31 ]        |
| 2022 | Міжнародна премія «Еммі»               | Краща теленовела                                           | «Любов короля»     | Перемога  | [ 32 ] [ 33 ] |
| 2022 | Премія «Зірок МААТР»                   | Нагорода за високу майстерність, Краща акторка мінісеріалу | Пак Ин Бін         | Номінація | [ 34 ]        |
| 2022 | Премія «Зірок МААТР»                   | Нагорода за майстерність, Кращий актор мінісеріалу         | Роун               | Номінація | [ 34 ]        |

### Рейтингові списки
| Видавець | Рік  | Список                          | Ранг | Прим.  |
| -------- | ---- | ------------------------------- | ---- | ------ |
| NME      | 2021 | Кращі корейські драми 2021 року | 6-те | [ 35 ] |

## Виноски
1. ↑  Через те, що деякі рейтинги не були записані, тому точні середні рейтинги невідомі.